# A Question of Time
A Question of Time ist ein Lied von Depeche Mode. Es erschien im August 1986 als dritte Single aus dem Album Black Celebration. 

## Entstehung und Musik
Es handelt sich um einen Uptempo-Synthpop-Song, der von Martin Gore geschrieben wurde. Er wurde von der Band mit Daniel Miller sowie Gareth Jones produziert. Die Aufnahmen und der Mix fanden in den Hansa Studios, Berlin, statt. Die Singleversion weist ein höheres Tempo als die Albumversion auf.

## Veröffentlichung und Rezeption
A Question of Time erschien im August 1986 als Single. Es erreichte Platz 17 in Großbritannien. In Deutschland konnte sich die Single auf Chartrang vier platzieren wie auch in der Schweiz auf Platz neun, in Schweden auf Platz 18 und in Frankreich auf Platz 29. Die B-Seite war eine Live-Version von Black Celebration, die am 10. April 1986 in Birmingham aufgenommen wurde. Es erschienen, etwa auf den 12"-Ausgaben, verschiedene Remixe von A Question of Time.

## Musikvideo
Regisseur des Musikvideos war erstmals Anton Corbijn, mit dem die Band von da an wiederholt arbeitete und der das visuelle Erscheinungsbild der Band in der Folge mitprägte. Im Video findet ein Motorradfahrer mit Beiwagen am Straßenrand ein Baby, das er Alan Wilder übergibt, den er auf der Veranda eines Hauses findet. Am Ende des Videos sind alle Bandmitglieder mit Babys auf dem Arm zu sehen sowie ein Baby, das auf einer Fläche mit einer aufgemalten großen Uhr liegt. Es wurde bei YouTube über 23 Millionen Mal abgerufen (Stand: Februar 2024).